# Alfonso di Hohenlohe-Langenburg
Principe Alfonso Maximiliano Victorio Eugenio Alexandro María Pablo de la Santísima Trinidad y Todos los Santos zu Hohenlohe-Langenburg (Madrid, 28 maggio 1924 – Marbella, 21 dicembre 2003) noto per la sua promozione delle località spagnole di Marbella e della Costa del Sol. Fondò il Marbella Club Hotel..

## Biografia
Nacque a Madrid, come il maggiore dei figli del Principe Maximilian Egon zu Hohenlohe-Langenburg (1897–1968) e di sua moglie, María de la Piedad de Yturbe y von Scholtz-Hersmendorff, Marchesa de Belvís de las Navas (nota come Piedita) (1892–1990) figlia di Manuel Adrián de Yturbe y del Villar, ambasciatore messicano a San Pietroburgo, Vienna, Parigi e Madrid, e María de la Trinidad von Scholtz-Hersmendorff y Caravaca, Marchesa de Belvís de las Navas. Hohenlohe proveniva, dal lato di suo padre, da una famiglia che ha orme nella storia risalenti al XII secolo
e furono Principi regnanti del Sacro Romano Impero in Württemberg fino all'invasione di Napoleone. Sua madre era nipote di Francisco-María de Yturbe, Ministro delle finanze messicano di origine basca. Re Alfonso XIII di Spagna fu il suo padrino al battesimo nel palazzo reale.
Alfonso ebbe cinque fratelli e sorelle: Maria Francisca (nota come Pimpinella), Christian, Elisabeth, Max Emanuel e Beatriz (nota come Teñu).
Il patrimonio ereditario della famiglia del principe Hohenlohe si esaurì nel XX secolo. Sua madre perse alcune proprietà durante la rivoluzione messicana; e dopo la caduta del Terzo Reich, proprietà in Germania e Cecoslovacchia scomparvero dietro la cortina di ferro.
Alfonso crebbe con tutori privati in Boemia e Spagna, apprendendo fluentemente il tedesco, lo spagnolo, il francese e l'inglese.
Dopo la seconda guerra mondiale, il principe cominciò ad acquistare terre a Marbella nel 1947. Vendette appezzamenti di vari ricchi e potenti amici del calibro delle famiglie Rothschild e Thyssen. Nel 1954 fondò il Marbella Club, il primo albergo di lusso della Costa del Sol, attirando molte celebrità dell'epoca nell'ex villaggio di pescatori.
La fortuna della famiglia fu ricostituita con il matrimonio di Alfonso nel 1955 con la quindicenne austro-italiana Principessa Ira von Fürstenberg, un'ereditiera Fiat. La giovane età della sposa suscitò un certo scandalo nell'alta società, ma la coppia aveva ottenuto una dispensa papale per il matrimonio e 400 invitati parteciparono a 16 giorni di festa nuziale. Cinque anni dopo il matrimonio fu dissolto con un divorzio a Città del Messico dopo che Ira lo aveva lasciato per sposare un altro playboy degli anni cinquanta, Francisco "Baby" Pignatari;  questa volta fu necessario ottenere un annullamento, dalla chiesa nel 1969.
Dopo il divorzio, il principe riprese la vita di playboy, avendo relazioni con le attrici Ava Gardner e Kim Novak. Nel 1973 sposò l'attrice Jocelyn Lane. Anche questo fu un rapporto tempestoso, e si concluse con un divorzio nel 1985.
Negli anni novanta, lo speculatore Jesús Gil diventò sindaco di Marbella e la città entrò in un boom edilizio. Il principe si tirò fuori, vendendo le sue quote del Marbella Club, a causa della crescente associazione della zona con trafficanti di armi arabi, mafia italiana e la mafia russa, il cui consumo vistoso era costellato di violenza. Si trasferì nella città di Ronda e trasformò con successo i suoi sforzi per la vinificazione con una nuova moglie, Marilys Haynes. La sua ultima moglie morì il 2 novembre 2000 dopo aver tentato, apparentemente, di togliersi la vita; lo stesso anno apprese che aveva il cancro alla prostata.
Morì a Marbella il 21 dicembre 2003.

## Vita privata
Sposò, come sua prima moglie, S.A.S. la Principessa Ira von Fürstenberg il 17 settembre 1955 (civilmente) e il 21 settembre 1955 (religiosamente) a Venezia; la coppia divorziò nel 1960, matrimonio annullato nel 1969. Ebbero due figli maschi:
- Principe Christoph "Kiko" von Hohenlohe (1956–2006)
- Principe Hubertus of Hohenlohe-Langenburg (1959).

Sposò, come sua seconda moglie, Jocelyn Lane, un'attrice britannica, il 3 maggio 1973 a Las Vegas. Ebbero una figlia femmina
- Ariana Theresa Maria von Hohenlohe (1975).

Ebbe una figlia, Désirée zu Hohenlohe (1980), con Heidi Balzar.
Sposò, Marilys Haynes (1941–2000) il 15 febbraio 1991.

## Ascendenza
|                                                                                       |                  | | Genitori                                             |  |  | Nonni |  |  | Bisnonni                                |  |  | Trisnonni                               |  |
|                                                                                       |                  | |                                                      |  |  |       |  |  | principe Ludwig zu Hohenlohe-Langenburg |  |  | principe Gustav zu Hohenlohe-Langenburg |  |
|                                                                                       |                  | |                                                      |  |  |       |  |  | principe Ludwig zu Hohenlohe-Langenburg |  |  | principe Gustav zu Hohenlohe-Langenburg |  |
|                                                                                       |                  | langravia Friederike zu Fürstenberg                                                                |                                                      |  |  |       |  |  | principe Ludwig zu Hohenlohe-Langenburg |  |  |                                         |  |
| principe Gottfried zu Hohenlohe-Langenburg                                            |                  | |                                                      |  |  |       |  |  | principe Ludwig zu Hohenlohe-Langenburg |  |  |                                         |  |
|                                                                                       |                  | contessa Gabriele von und zu Trauttmansdorff-Weinsberg                                             | conte Johann von und zu Trauttmansdorff-Weinsberg    |  |  |       |  |  |                                         |  |  |                                         |  |
|                                                                                       |                  | contessa Gabriele von und zu Trauttmansdorff-Weinsberg                                             | conte Johann von und zu Trauttmansdorff-Weinsberg    |  |  |       |  |  |                                         |  |  |                                         |  |
|                                                                                       |                  | contessa Gabriele von und zu Trauttmansdorff-Weinsberg                                             | contessa Isabella de Longueval                       |  |  |       |  |  |                                         |  |  |                                         |  |
| principe Max Egon zu Hohenlohe-Langenburg                                             |                  | contessa Gabriele von und zu Trauttmansdorff-Weinsberg                                             |                                                      |  |  |       |  |  |                                         |  |  |                                         |  |
|                                                                                       |                  | conte Erwin von Schönborn-Buchheim                                                                 | conte Karl Friedrich Eduard von Schönborn-Buchheim   |  |  |       |  |  |                                         |  |  |                                         |  |
|                                                                                       |                  | conte Erwin von Schönborn-Buchheim                                                                 | conte Karl Friedrich Eduard von Schönborn-Buchheim   |  |  |       |  |  |                                         |  |  |                                         |  |
|                                                                                       |                  | conte Erwin von Schönborn-Buchheim                                                                 | contessa Maria Anna von Bolza                        |  |  |       |  |  |                                         |  |  |                                         |  |
| contessa Anna von Schönborn-Buchheim                                                  |                  | conte Erwin von Schönborn-Buchheim                                                                 |                                                      |  |  |       |  |  |                                         |  |  |                                         |  |
|                                                                                       |                  | contessa Franziska von und zu Trauttmansdorff-Weinsberg                                            | Ferdinand, III principe di Trauttmansdorff-Weinsberg |  |  |       |  |  |                                         |  |  |                                         |  |
|                                                                                       |                  | contessa Franziska von und zu Trauttmansdorff-Weinsberg                                            | Ferdinand, III principe di Trauttmansdorff-Weinsberg |  |  |       |  |  |                                         |  |  |                                         |  |
|                                                                                       |                  | contessa Franziska von und zu Trauttmansdorff-Weinsberg                                            | principessa Anna von und zu Liechtenstein            |  |  |       |  |  |                                         |  |  |                                         |  |
| principe Alfonso zu Hohenlohe-Langenburg                                              |                  | contessa Franziska von und zu Trauttmansdorff-Weinsberg                                            |                                                      |  |  |       |  |  |                                         |  |  |                                         |  |
|                                                                                       | Francisco Iturbe | …                                                                                                  |                                                      |  |  |       |  |  |                                         |  |  |                                         |  |
|                                                                                       | Francisco Iturbe | …                                                                                                  |                                                      |  |  |       |  |  |                                         |  |  |                                         |  |
|                                                                                       | Francisco Iturbe | …                                                                                                  |                                                      |  |  |       |  |  |                                         |  |  |                                         |  |
| Manuel Iturbe y del Villar                                                            | Francisco Iturbe | |                                                      |  |  |       |  |  |                                         |  |  |                                         |  |
|                                                                                       |                  | Cipriana del Villar                                                                                | …                                                    |  |  |       |  |  |                                         |  |  |                                         |  |
|                                                                                       |                  | Cipriana del Villar                                                                                | …                                                    |  |  |       |  |  |                                         |  |  |                                         |  |
|                                                                                       |                  | Cipriana del Villar                                                                                | …                                                    |  |  |       |  |  |                                         |  |  |                                         |  |
| Maria de la Piedad Iturbe y Scholtz, III marchesa di Belvis de las Navas              |                  | Cipriana del Villar                                                                                |                                                      |  |  |       |  |  |                                         |  |  |                                         |  |
|                                                                                       |                  | Enrique Guillermo Maria von Scholtz und Hermensdorff y Caravaca, I marchese di Belvis de las Navas | Christian Friedrich Scholtz                          |  |  |       |  |  |                                         |  |  |                                         |  |
|                                                                                       |                  | Enrique Guillermo Maria von Scholtz und Hermensdorff y Caravaca, I marchese di Belvis de las Navas | Christian Friedrich Scholtz                          |  |  |       |  |  |                                         |  |  |                                         |  |
|                                                                                       |                  | Enrique Guillermo Maria von Scholtz und Hermensdorff y Caravaca, I marchese di Belvis de las Navas | Francisca Caravaca y Muñoz                           |  |  |       |  |  |                                         |  |  |                                         |  |
| Maria de la Trinidad von Scholtz und Hermensdorff, II marchesa di Belvis de las Navas |                  | Enrique Guillermo Maria von Scholtz und Hermensdorff y Caravaca, I marchese di Belvis de las Navas |                                                      |  |  |       |  |  |                                         |  |  |                                         |  |
|                                                                                       |                  | Maria Carlota de Behr y Grund                                                                      | Johann Adolph Ferdinand Beer                         |  |  |       |  |  |                                         |  |  |                                         |  |
|                                                                                       |                  | Maria Carlota de Behr y Grund                                                                      | Johann Adolph Ferdinand Beer                         |  |  |       |  |  |                                         |  |  |                                         |  |
|                                                                                       |                  | Maria Carlota de Behr y Grund                                                                      | Henriette Elisabeth Grund                            |  |  |       |  |  |                                         |  |  |                                         |  |
|                                                                                       |                  | Maria Carlota de Behr y Grund                                                                      |                                                      |  |  |       |  |  |                                         |  |  |                                         |  |